# EROS (satélite)

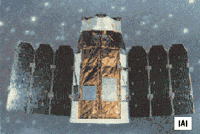
Modelo do satélite Ofeq-3, que serviu de base para o EROS A.

Earth Resources Observation Satellite (EROS), é a denominação de uma série de satélites comerciais israelenses de observação da Terra, projetados e fabricados pela Israel Aerospace Industries (IAI) e sistemas óticos fornecidos pela empresa El-Op. Os satélites são possuídos e operados pela empresa ImageSat International com cerca de 35 empregados em tempo integral. Esses satélites tinham como base, a mesma plataforma dos satélites de reconhecimento da série Ofeq.

## Características
Os satélites da família EROS, são leves e operam em órbita terrestre baixa (LEO) com um único sistema de câmera optoeletrônica para adquirir dados de imagens pantográficas de alta resolução. Eles operaram de forma flexível e adaptável às necessidades dos clientes devido a sua grande capacidade de manobra, podem ser posicionados de forma muito rápida para uma determinada região no nadir ou em ângulos oblíquos de até 45 graus, o que permite observar qualquer ponto em terra duas ou três vezes por semana. O seu período orbital para uma revolução ao redor da Terra é de 94 a 96 minutos, completando 15 revoluções a cada 24 horas.

## Satélites

### EROS-A
O EROS-A foi lançado em 5 de Dezembro de 2000, por um foguete soviético Start-1 (míssil RT-2PM Topol modificado), a partir do Cosmódromo de Svobodny na Sibéria em uma órbita LEO de 480 km de altitude, e cruza o equador às 10h. Sua resolução ótica é de 1,9 m, estabilizado nos três eixos, a massa total é de 260 kg (178 kg da plataforma, 42 kg de carga útil e 30 kg de combustível hidrazina). Ele é derivado do satélite de reconhecimento Ofeq 3. Os painéis solares fornecem 450 Watts que alimentam uma bateria de NiCd de 14 Ah. A precisão de escopo é de menos de 0,1°. A transferência de dados em banda X é de cerca de 70 Mb/s. A parte ótica compreende um telescópio de 30 cm de diâmetro com distância focal de 3,45 m. A captura de imagens por CCD emprega duas linhas de 7.490 pixels. A vida útil projetada para o satélite é de quatro anos e a duração do projeto é estimada em dez anos. Em 2013, o satélite continua operacional.

### EROS-B
A previsão inicial da ImageSat era de lançar um satélite semelhante a cada seis meses, no entanto, o EROS-B só foi lançado em 25 de Abril de 2006, da mesma forma, por um foguete soviético Start-1, a partir do Cosmódromo de Svobodny na Sibéria. O EROS-B, dispõe de uma resolução ótica de 0,7 m. Ele está numa órbita heliossíncrona de 500 km de altitude e cruza o equador às 14h. Também estabilizado nos três eixos, tem uma massa total de 350 kg (sendo 60 kg de hidrazina para propulsão). A transmissão de dados em banda X é feita a cerca de 280 Mb/s. A parte ótica compreende um telescópio de 50 cm de diâmetro com distância focal de 5 m.

### EROS-C
O operador anunciou em Janeiro de 2011, a previsão de lançar a curto prazo um satélite denominado EROS-C. A intenção da ImageSat, é lançar mais um conjunto de três satélites a fim de dispor de uma cobertura completa da superfície do globo.